# 김백균 (조선)

김백균(金百鈞, 1525년 ~ 1584년)은 조선 중기의 문신이다. 본관은 울산(蔚山)이고, 자는 의중(宜重)이며, 전라도 장성 출신이다. 홍문관부제학과 사간원대사간을 역임하였으며, 임진왜란 때 의병장 고경명의 장인이자, 고종후 · 고인후의 외할아버지이다. 

## 생애
전라남도 장성군 진원면(珍原面)에서 아버지 광주목사(光州牧使) 서수헌(逝水軒) 김응두와 이천 서씨(利川 徐氏)사이에서 태어났다. 일찍이 이기(李芑)의 문하에서 수학하였다. 1543년 (중종 38) 진사시에 합격하여 성균관에 들어가 수학하였다. 1549년 (명종 4) 식년 문과에 갑과로 급제하였다. 
과거 급제 직후 스승 이기(李芑)의 천거로 종묘서 직장(宗廟署直長)이 되고 이후 삼사의 요직을 역임하였다. 그러나 스승 이기(李芑)가 몰락한 뒤, 김여부(金汝孚)에게 미움을 받아 뜻을 얻지 못하고 외직으로 전출되었다. 뒤에 김여부(金汝孚)의 측근이 되어 요직으로 복귀하고 광양현감(光陽縣監)으로 부임하였다. 이후 다시 윤원형에게 붙어 그의 측근이 되어 요직을 지냈다. 평안도도사(平安道都事)를 거쳐 1554년 강원도도사, 1558년 사간원정언을 지냈다.
이후 명종비 인순왕후의 친정아버지이며 8촌 인척간인 심강을 찾아갔고, 이후 심강과 인순왕후의 외숙부인 이량의 세력으로 요직에 발탁되었다.
1558년 (명종 13) 사간원 정언, 사간원 헌납, 사헌부 지평 등을 삼사의 요직을 두루 역임하고 그해 10월 세자 시강원필선(侍講院弼善)이 되었다. 이후 사간원에서 그의 적합하지 못함을 들어 반대하였으나 명종이 듣지 않았다. 이후 사간원과 승정원이 그의 시강원 관직이 적합하지 않음을 들어 여러번 반대, 체직을 청하였으나 왕이 듣지 않았다. 
그 뒤 이량의 심복이 되어 옥당에 들고 이후 1559년 부교리, 사헌부장령, 부교리, 필선, 1560년 홍문관 부응교, 사헌부 장령, 다시 홍문관부응교를 거쳐 홍문관응교, 경연시독관 등을 지냈다. 그해 11월에는 경연시독관으로 재직 중 임금이 술을 내렸는데 술이 반쯤 취하자 조신들의 비위를 잘 맞추었다. 이를 못마땅히 여긴 사관이 시독관 김백균이 중사(中使)와 무례하게 농지거리하였는데 심지어 목을 안고 입을 맞추고 귀에 대고 소곤거렸으므로 사람들이 모두 아부를 잘한다고 지목하였다고 비아냥하였다.
1561년 (명종 16) 통훈대부(通訓大夫)로 승진, 행홍문관전한(行弘文館典翰)을 지냈다. 한편 1561년 8월 자신에게 밉보인 보성군수 정맹남(鄭孟男)의 탄핵을 사주하여 파면시키기도 했다. 전한(典翰)으로서 진원(珍原)에 귀성(歸省)한 적이 있었는데, 진원(珍原)은 보성(寶城)과 이웃하고 있었다. 그때 김백균이 요청하는 것이 많았는데 정맹남이 따르지 않으니, 김백균이 매우 성이 나 조정에 돌아와서 대간에 부탁하여 파면시켰다.
그해 8월 성균관 전적을 거쳐 사간원 사간, 홍문관 직제학, 승정원 동부승지를 역임했다. 이후 홍문관부제학과 사간원대사간을 역임하였다. 1562년 예조 참의, 좌부승지를 거쳐 특명으롤 다시 사간원대사간이 되었다. 그해 9월 간원들을 이끌고 조광조 등의 사면복권 등을 건의한 허엽, 구수담 등을 탄핵하여 파면시키고 공격 여론을 조성하였다. 1563년 5월 호분위 부호군으로 전임되었다. 1563년 6월 사간원 대사간으로 복직하고, 8월 병조 참지가 되었다가 9월 부사직(副司直)으로 전임되었다.
1563년(명종 18) 10월 이량일파가 조정에서 축출될 때 함께 삭탈 관직되었다. 그러나 양사에서 계속 공격하여 1565년(명종 20) 문외출송 당했다.

## 가족 관계
- 할아버지 : 김준(金俊) 
  - 아버지 : 김응두(金應斗)
  - 어머니 : 정부인(貞夫人) 이천서씨(利川徐氏)
    - 이복동생 : 김대형(金大亨)
    - 이복동생 : 김홍균(金洪鈞)
    - 이복동생 : 김석형(金碩亨)
    - 이복동생 : 김국형(金國亨)
    - 부인 : 정부인(貞夫人) 광주김씨(光州金氏)
      - 장남 : 김진추(金振秋), 생원(生員) 통덕랑
      - 차남 : 김극추(金克秋), 병절교위
      - 삼남 : 김칠추(金柒秋), 진사, 증통훈대부
      - 사위 : 윤순일(尹純一, 해남인)
      - 사위 : 고경명(高敬命, 장택인), 시(諡) 충렬(忠烈)
        - 외손자 : 고종후(高從厚), 시(諡) 효열(孝烈)
        - 외손자 : 고인후(高因厚), 시(諡) 의열(毅烈)
        - 외손자 : 고용후(高用厚), 판결사((判決事)

      - 사위 : 신응하(申應河, 고령인), 교관(敎官) - 부(父) 군수(郡守) 신연(申漣)
      - 사위 : 민장(閔璋, 여흥인) - 부(父) 현감(縣監) 민효순(閔孝舜)
        - 외손자 : 민천부(閔天符), 회덕현감(懷德縣監)

  - 외조부 : 서윤충(徐允忠)
  - 처부 : 김찬성(金贊成)
  - 사돈 : 고맹영(高孟英)
  - 사돈 : 신연(申漣)
  - 사돈 : 민효순(閔孝舜)

## 같이 보기
- 이기
- 김여부
- 윤원형
- 이량
- 고경명
- 고인후
- 고종후